# Dominum et vivificantem
 Dominum et vivificantem ( em latim: O Senhor e o Doador da Vida ) é a quinta encíclica escrita pelo papa João Paulo II. A encíclica foi promulgada em 18 de maio de 1986. É um exame teológico do papel do Espírito Santo no que diz respeito ao mundo moderno e à igreja e ao uso da oração espiritual para renovar a vida espiritual. Essa meditação prolongada sobre o Espírito Santo completou a trilogia trinitária de encíclicas do Papa, que inclui o Redentor Hominis e o Dives in Misericordia.
Em 1986, o Papa João Paulo II já estava antecipando o novo milênio, com seus novos desafios, bem como as novas graças que o Espírito Santo concederia à Igreja ao celebrar o Grande Jubileu, começando o terceiro milênio do cristianismo. Desejando preparar a Igreja para essas coisas, dando ao povo de Deus uma maior consciência e conhecimento do Espírito Santo, ele publicou a encíclica em 18 de maio, Solenidade de Pentecostes.